# K2A Knaust & Andersson Fastigheter
K2A Knaust & Andersson Fastigheter AB är ett svenskt fastighetsföretag, som bygger och förvaltar bostads- och samhällsfastigheter i Sverige. Företaget är specialiserat på att tillverka flervåningshus i trä.
K2A Knaust & Andersson Fastigheter AB grundades 2013 och är sedan 2020 noterat på Stockholmsbörsen.